# سنگ‌چین حجره‌ای

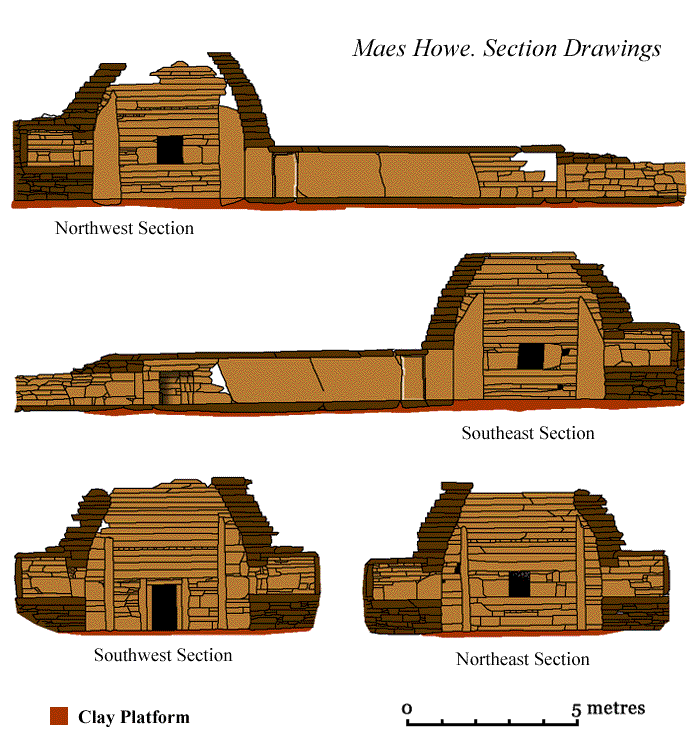
مقطع عرضی میزهو

سنگ‌چین حجره‌ای (انگلیسی: Chambered cairn) یادمانی تدفینی است که عموماً در دوران نوسنگی ساخته می‌شد و شامل اتاقکی (معمولاً سنگی) بود که با سنگ‌چینی محصور می‌شد. بعضی سنگ‌چین‌های حجره‌ای گور معبری هم هستند. این سنگ‌چین‌ها در سراسر بریتانیا و ایرلند، به ویژه در اسکاتلند یافت می‌شوند. سنگ‌چین حجره‌ای معمولاً از گور صندوقی بزرگ‌تر است.